# Labyrinth (Computerspiel)
Labyrinth (OT: Labyrinth: The Computer Game) ist ein Computerspiel, das auf dem Kinofilm Die Reise ins Labyrinth von 1986 basiert. Es wurde im selben Jahr von Lucasfilm Games als deren erstes Grafik-Adventure entwickelt und vom Publisher Activision veröffentlicht.

## Handlung
Der Spieler besucht einen Kinofilm in seiner Heimatstadt und sieht sich plötzlich in eine Fantasywelt versetzt, in dem er dem König der Goblins, Jareth, als Leibeigener ausgeliefert wird. Er hat 13 Stunden Zeit, Jareth zu besiegen, sonst würde er für immer im namensgebenden Labyrinth gefangen sein.

## Spielprinzip und Technik
Labyrinth ist ein menübasiertes Grafikadventure. Aus Sprites zusammengesetzte Figuren agieren vor handgezeichneten, teilanimierten Kulissen. Die Steuerung erfolgt über ein kontextbasiertes Menü, in dem der Spieler Befehle für die Spielfigur sowie Objekte, auf die der jeweilige Befehl anzuwenden ist, auswählt. Der Spieler kann so Gegenstände aufnehmen, an geeigneter Stelle verwenden sowie mit NPCs kommunizieren.
Das Spiel beginnt als menübasiertes Textadventure, wechselt jedoch später in den Grafikmodus.

## Produktionsnotizen
Labyrinth erschien für die Heimcomputer Commodore 64, Apple II und MSX. Die Idee eines kontextbasierten Menüs wurde in späteren Spielen von LucasArts erneut aufgegriffen und zur Spiel-Engine SCUMM weiterentwickelt. Die Idee, das Spiel als rein textbasiertes Spiel beginnen zu lassen und nach einer inhaltlichen Zäsur als Grafikadventure fortzuführen, geht auf ein Brainstorming von LucasArts-Mitarbeitern mit Douglas Adams zurück.

## Rezeption
Die ASM bezeichnete Labyrinth als „einzigartige Mischung aus Adventure und Action, (die) neue Maßstäbe bei der Umsetzung von Filminhalt auf ein Computerspiel setzt“. Redakteur Uwe Winkelkötter lobte den Detailgrad der Grafik und die Animationen sowie das Gameplay des Spiels. Kritisiert wurde lediglich die fehlende Übersetzung von Texten ins Deutsche.